# UA (studentgruppering)
UA (Universitetsalliansen) är ett samarbete mellan studentkårer vid Lunds universitet under SFSFUM.

## Medlemskårer
- Humanistiska och teologiska studentkåren
- Lunds doktorandkår
- Lunds Naturvetarkår
- Lunds Samhällsvetarkår
- Teknologkåren vid Lunds Tekniska Högskola

## Mandat
- 2009: 19
- 2008: 10 (5%)
- 2007: 12 (6%)